# Liste der Gedenktafeln und Gedenksteine in Wien/Landstraße
Diese Liste der Gedenktafeln und Gedenksteine in Wien/Landstraße enthält die Gedenktafeln im öffentlichen Raum des 3. Wiener Gemeindebezirks Landstraße. Hauptsächliche Basis dieser Liste ist „Wien Kulturgut“ (der digitale Kulturstadtplan der Stadt Wien).
Andere Denkmäler sowie Kunstwerke im öffentlichen Raum sind unter Liste der Kunstwerke im öffentlichen Raum in Wien/Landstraße zu finden.
Steine des Gedenkens (den Erinnerungssteinen in anderen Bezirken entsprechend) sind in der Liste der Steine des Gedenkens in Wien-Landstraße angeführt.

## Gedenktafeln und Gedenksteine
| Foto |                 | Inschrift | Name                                                                                      | Typ         | Standort                                                           | Beschreibung                                                                                            | Metadaten |
| ---- | --------------- | --- | ----------------------------------------------------------------------------------------- | ----------- | ------------------------------------------------------------------ | --- | --- |
| ja   | Datei hochladen | Franz Adelpoller 1898–1980 Sozialistischer Freiheitskämpfer Mitglied des Wiener Gemeinderates 1945–1964 | Franz Adelpoller – Gedenktafel                                                            | Gedenktafel | Hainburger Weg Standort                                            | Steintafel                                                                                              | Standort: Franz-Adelpoller-Hof                                                                                        |
| ja   | Datei hochladen | 1938 – 1945 beraubt, vertrieben, ermordet In diesem Haus wohnte bis 1939 HANS AMENT geb. 1934 – gest. 1944 Aus dem Kinderheim IZIEU (Grenoble) verschleppt. Im KZ Auschwitz ermordet. Weitere elf Menschen wurden von hier als Juden vertrieben mindestens vier in Konzentrationslagern ermordet. | Hans Ament – Gedenktafel                                                                  | Gedenktafel | Czapkagasse 5 Standort                                             | Steintafel                                                                                              | |
| ja   | Datei hochladen | In diesem Haus wohnte 1946–1949 Ingeborg Bachmann Österreichische Gesellschaft für Literatur | Ingeborg Bachmann – Gedenktafel ID: 94512 viennatouristguide                              | Gedenktafel | Beatrixgasse 26 Standort                                           | Steintafel                                                                                              | |
| ja   | Datei hochladen | Hier wohnte 1835 Honore de Balzac der Dämonie der Liebe und des Geldes Dichter | Honoré de Balzac – Gedenktafel ID: 94797 viennatouristguide                               | Gedenktafel | Landstraßer Hauptstraße 31 Standort                                | Steintafel                                                                                              | |
| ja   | Datei hochladen | In diesem Hause wurde am 2. April 1924 der deutsche Maler u. grosse Mensch Franz von Bayros mitten aus reifstem Künstlertum seinem rastlo: sen Schaffen entrissen | Franz von Bayros – Gedenktafel viennatouristguide                                         | Gedenktafel | Tongasse 4 Standort                                                | Metalltafel mit Porträtrelief                                                                           | |
| ja   | Datei hochladen | Ludwig van Beethoven vollendete in diesem Hause im Winter 1823/24 seine neunte Sinfonie. Zum hundertsten Gedenktag ihrer ersten Aufführung am 7. Mai 1824 widmete dem Meister und seinem Werk diese Erinnerungstafel der Wiener Schubertbund. 7. Mai 1924 | Ludwig van Beethoven – Gedenktafel ID: 94613 viennatouristguide                           | Gedenktafel | Ungargasse 5 Standort                                              | Anton Grath, Steintafel mit Reliefporträt (1924)                                                        | |
| ja   | Datei hochladen | In diesem Hause wohnte Ludwig van Beethoven im Jahre 1817 An dieser Stelle befand sich das Haus an dem die obenstehende Gedenktafel ursprünglich angebracht war | Ludwig van Beethoven – Gedenktafel viennatouristguide                                     | Gedenktafel | Landstraßer Hauptstraße 26 Standort                                | Steintafel                                                                                              | |
| ja   | Datei hochladen | „Altes Streicherhaus“ Klaviermanufaktur ab 1802 Erfindung der berühmten „Wiener Mechanik“ Ludwig van Beethoven mit Andreas und der Pianistin Nanette Streicher befreundet und von Ihnen umsorgt, weilte hier um 1812 oft im beliebten Salon für Kammermusik. | Ludwig van Beethoven, Andreas und Nannette Streicher – Gedenktafel viennatouristguide     | Gedenktafel | Ungargasse 46 Standort                                             | Glastafel mit historischer Abbildung des Hauses                                                         | |
| ja   | Datei hochladen | In diesem Haus trat der grosse Dirigent, Komponist und Pianist am 28. Mai 1948 zum ersten Mal in wien auf. | Leonard Bernstein – Gedenktafel viennatouristguide                                        | Gedenktafel | Lothringerstraße 20 Standort                                       | Bronzetafel mit Signatur                                                                                | Standort: Konzerthaus                                                                                                 |
| ja   | Datei hochladen | In diesem Hause wirkte der edle Wohltäter und Menschenfreund Dr. Oskar Bohr Verein Heimatdank Die Dr. Bohr-Stiftung | Oskar Bohr – Gedenktafel ID: 94832 viennatouristguide                                     | Gedenktafel | Barichgasse 5 Standort                                             | Steintafel mit metallenem Porträtrelief                                                                 | |
| ja   | Datei hochladen | In diesem Hause verbrachte Johannes Brahms vom Jahre 1893 bis zu seinem Tode viele Stunden im Kreise der Familie Fellinger viele seine Werke erklangen hier zum ersten Mal. Diese Gedenktafel befand sich am alten „Arenberg Schlössel“ das bis 1956 an der Stelle des bestehenden Hauses stand | Johannes Brahms – Gedenktafel ID: 94833 viennatouristguide                                | Gedenktafel | Landstraßer Hauptstraße 96 Standort                                | Bronzetafel mit Zusatztafel                                                                             | |
| ja   | Datei hochladen | An dieser Stelle stand das Haus ›Zur Goldspinnerin‹ 1869–1871 wohnte hier der Komponist Johannes Brahms Zur 100. Wiederkehr seines Todestages 3. April 1997 Ein Musikfreund | Johannes Brahms – Gedenktafel ID: 94667 viennatouristguide                                | Gedenktafel | Linke Bahngasse 1a (Eckhaus Ungargasse 2) Standort                 | Steintafel (1997)                                                                                       | |
| ja   | Datei hochladen | In diesem Hause starb ANTON BRUCKNER am 11. Oktober 1896 | Anton Bruckner – Gedenktafel ID: 97257 viennatouristguide                                 | Gedenktafel | Prinz-Eugen-Straße 27 (Landstraßer Gürtel 1) Standort              | Steintafel mit bronzenem Porträtrelief                                                                  | |
| ja   | Datei hochladen | IN DIESEM HAUS WOHNTE von 1904 bis 1919 DER GEOLOGE GEJZA BUKOWSKI v. STOLZENBURG 1858–1937 GEB. u. GEST. IN BOCHNIA, POLEN ⚒ ÖSTERREICHISCHE GEOLOGISCHE GESELLSCHAFT POLNISCHE AKADEMIE DER WISSENSCHAFTEN POLONIA IN ÖSTERREICH 2008 | Gejza Bukowski von Stolzenburg – Gedenktafel viennatouristguide                           | Gedenktafel | Hansalgasse 3 Standort                                             | Steintafel (2008)                                                                                       | |
| ja   | Datei hochladen | In diesem Hause wohnte von 1906 bis 1914 Feldmarschall Franz Conrad von Hötzendorf Chef des Österr.-Ungar. Generalstabes | Franz Conrad von Hötzendorf – Gedenktafel ID: 94795 viennatouristguide                    | Gedenktafel | Am Heumarkt 7 Standort                                             | Steintafel                                                                                              | |
| ja   | Datei hochladen | ROBERT DANNEBERG geboren am 23. Juli 1885 in Wien gestorben am 12. Dezember 1942 in Auschwitz 1918–1934 Mitglied des Wiener Gemeinderates 1922–1934 Präsident des Wiener Landtages Mitgestalter des Roten Wien | Robert Danneberg – Gedenkstein ID: 67511 viennatouristguide                               | Gedenkstein | Neulinggasse Standort                                              | Steintafel auf pultförmigem Aufsatz                                                                     | Standort: Arenbergpark                                                                                                |
| ja   | Datei hochladen | In diesem Hause wohnte und starb Jakob Degen 1761–1848 Flugpionier und Erfinder | Jakob Degen – Gedenktafel ID: 94834 viennatouristguide                                    | Gedenktafel | Ungargasse 27 Standort                                             | Steintafel (1998)                                                                                       | |
| ja   | Datei hochladen | Elternhaus des Schriftstellers Heimito von Doderer hier lebte er von 1896–1928 | Heimito von Doderer – Gedenktafel ID: 94835 viennatouristguide                            | Gedenktafel | Stammgasse 12 Standort                                             | Steintafel (1986)                                                                                       | |
| ja   | Datei hochladen | Hier stand das Managetta'sche Haus in welchem im Februar 1741 der Bildhauer RAFAEL DONNER gestorben ist. | Georg Raphael Donner – Gedenktafel ID: 94836 viennatouristguide                           | Gedenktafel | Marokkanergasse 3 Standort                                         | Steintafel                                                                                              | |
| ja   | Datei hochladen | Im Gartenatelier dieses Hauses wohnte von 1948–1991 Dr. Heinrich Drimmel 16.1.1912 – 2.11.1991 Bundesminister für Unterricht 1954–1964 Vizebürgermeister der Stadt Wien 1964–1969 Präsident des österreichischen olympischen Komitees 1956–1969 Gewidmet von seinen Freunden | Heinrich Drimmel – Gedenktafel viennatouristguide                                         | Gedenktafel | Landstraßer Gürtel 3 Standort                                      | Steintafel                                                                                              | |
| ja   | Datei hochladen | OBERSTdG a. D. RUDOLF VON EICHTHAL 1877–1974 (PFERSMANN VON EICHTHAL) SCHRIFTSTELLER UND MUSIKER WOHNTE IN DIESEM HAUSE 1919–1974 MILITÄRKOMMANDO WIEN | Rudolf von Eichthal – Gedenktafel viennatouristguide                                      | Gedenktafel | Landstraßer Hauptstraße 4 Standort                                 | Steintafel                                                                                              | |
| ja   | Datei hochladen | HIER WOHNTE VON 1899 BIS 1911 ALBIN EGGER LIENZ (1868 – 1926) DER GROSZE TIROLER MALER | Albin Egger Lienz – Gedenktafel                                                           | Gedenktafel | Veithgasse 3 Standort                                              | Steintafel                                                                                              | |
| ja   | Datei hochladen | An dieser Stelle stand das Haus, in dem der grosse rumänische Dichter Mihai Eminescu im Jahre 1872 wohnte Gewidmet von „Unirea“ – Freunde Rumäniens in Österreich | Mihai Eminescu – Gedenktafel                                                              | Gedenktafel | Dianagasse 8 Standort                                              | Steintafel mit Porträtrelief                                                                            | |
| ja   | Datei hochladen | In diesem Haus wohnte von April bis Oktober 1871 der grosse rumänische Dichter Mihail Eminescu Der Schriftstellerverband der rumänischen Volksrepublik | Mihai Eminescu – Gedenktafel ID: 94837 viennatouristguide                                 | Gedenktafel | Kollergasse 3 Standort                                             | Metalltafel mit Porträtrelief                                                                           | |
| ja   | Datei hochladen | Der Maler u. Bildhauer Josef Engelhart Mitbegründer u. Förderer der Wiener ‚Secession‘ wurde in diesem Hause am 19. VIII. 1864 geboren. In seinen Bildern hat er dem Wiener Volksleben ein unvergängliches Denkmal gesetzt. | Josef Engelhart – Gedenktafel viennatouristguide                                          | Gedenktafel | Löwengasse 19 Standort                                             | Steintafel                                                                                              | |
| ja   | Datei hochladen | Hier stand das Wohn- und Sterbehaus von Josef Engelhart 1864–1941 Maler und Bildhauer Mitbegründer der Wr. Secession und seines Sohnes, des Architekten Dr. Michel Engelhart 1897–1969 Professor der technischen Hochschule Wien Wiederaufbauer des Burgtheaters Bewahrer österreichischer Baudenkmale | Josef und Michel Engelhart – Gedenktafel viennatouristguide                               | Gedenktafel | Steingasse 13 Standort                                             | Steintafel                                                                                              | |
| ja   | Datei hochladen | Roman Felleis Freiheitskämpfer 1903–1944 | Roman Felleis – Gedenktafel                                                               | Gedenktafel | Hagenmüllergasse 32 Standort                                       | Steintafel                                                                                              | |
| ja   | Datei hochladen | In diesem Hause wohnte von 1937 bis 1946 Dipl. Ing. Leopold Figl Der erste Bundeskanzler der Zweiten Republik und Staatsvertrags-Außenminister | Leopold Figl – Gedenktafel viennatouristguide                                             | Gedenktafel | Kundmanngasse 24 Standort                                          | Franz Aufhauser, Steintafel                                                                             | |
| ja   | Datei hochladen | Dem Wirken des bedeutenden Verkehrsexperten Kaiserlicher Rat Professor ALEXANDER FREUD 19.4.1866-22.4.1943 Seinem Gründer vom Verein der Tarifeure Wien | Alexander Freud – Gedenktafel ID: 94838 viennatouristguide                                | Gedenktafel | Untere Viaduktgasse 55 Standort                                    | Botticinotafel mit Porträtrelief (1993)                                                                 | |
| ja   | Datei hochladen | In diesem Haus wohnte und wirkte bis 1965 der Historiker und Schriftsteller OStr. Prof. Dr. Ernst Joseph Görlich 1905–1973 1925 Mitbegründer der Vereinigung Österreichische Gemeinschaft Textdichter der Burgenländischen Landeshymne | Ernst Joseph Görlich – Gedenktafel viennatouristguide                                     | Gedenktafel | Messenhausergasse 4 Standort                                       | Steintafel                                                                                              | |
| ja   | Datei hochladen | Hier stand das Haus in dem Friedrich Gulda Komponist und Pianist 1930–2000 seine Kindheit und Jugend verbrachte Bezirksmuseum Landstrasse | Friedrich Gulda – Gedenktafel ID: 94840 viennatouristguide                                | Gedenktafel | Marxergasse 24 Standort                                            | Steintafel                                                                                              | |
| ja   | Datei hochladen | Hier wirkte in unbeirrbarer Menschenliebe Marianne Hainisch die Kämpferin für Kultur Gerechtigkeit und Frieden 1839 1936 | Marianne Hainisch – Gedenktafel ID: 94690 viennatouristguide                              | Gedenktafel | Rochusgasse 7 Standort                                             | Steintafel                                                                                              | |
| ja   | Datei hochladen | Friedrich A. v. Hayek Nobelpreisträger für Wirtschaft 1974 wurde in diesem Haus am 8. Mai 1899 geboren. Er verstarb am 23. März 1992 in Freiburg. Friedrich A. v. Hayek Institut, Wien | Friedrich August von Hayek – Gedenktafel                                                  | Gedenktafel | Messenhausergasse 14 Standort                                      | Glastafel mit Porträt                                                                                   | |
| ja   | Datei hochladen | In diesem Hause wohnte von 1939–1956 der Architekt und Begründer der Wiener Werkstätte Josef Hoffmann 1870–1956 Kulturamt der Stadt Wien Österreichische Gesellschaft für Architektur | Josef Hoffmann – Gedenktafel ID: 94843 viennatouristguide                                 | Gedenktafel | Salesianergasse 33 Standort                                        | A. Liska, Steintafel                                                                                    | |
| ja   | Datei hochladen | In diesem Hause wurde der Dichter Hugo von Hofmannsthal am 1. Februar 1874 geboren. Errichtet von der Raimund-Gesellschaft im Jahre 1959 | Hugo von Hofmannsthal – Gedenktafel viennatouristguide                                    | Gedenktafel | Salesianergasse 12 Standort                                        | Steintafel mit Porträtrelief (1959)                                                                     | |
| ja   | Datei hochladen | In diesem Hause wohnte von 1909 bis zu seinem Tode der Afrikaforscher Konteradmiral Ludwig von Höhnel 1857–1942 Kulturamt der Stadt Wien Österr. Geographische Gesellschaft | Ludwig von Höhnel – Gedenktafel ID: 94845 viennatouristguide                              | Gedenktafel | Reisnerstraße 61 Standort                                          | Steintafel                                                                                              | |
| ja   | Datei hochladen | Josef Illedits 1908–1983 Sozialistischer Freiheitskämpfer Mitglied der Bezirksvertretung Landstrasse 1945–1967 | Josef Illedits – Gedenktafel                                                              | Gedenktafel | Kärchergasse 3–13 Standort                                         | Steintafel                                                                                              | |
| ja   | Datei hochladen | Jacquin-Platane (Platanus x acerifolia) gepflanzt um 1780 in der Amtszeit des bedeutenden Direktors des botanischen Gartens Nicolaus Joseph Freiherr von Jacquin (1727–1817) | Nikolaus Joseph von Jacquin – Gedenktafel viennatouristguide                              | Gedenktafel | Rennweg 14 Standort                                                | Steintafel, Begleittafel zur als Naturdenkmal geschützten Platane                                       | |
| ja   | Datei hochladen | In diesem Haus malte von 1995–1999 Prof. Mag. art. Sepp Jahn das 100-Meter-Fastentuch | Sepp Jahn – Gedenktafel ID: 94846 viennatouristguide                                      | Gedenktafel | Stammgasse 12 Standort                                             | Steintafel                                                                                              | |
| ja   | Datei hochladen | In diesem Hause wohnte die österreichische Widerstandskämpferin Grete Jost hingerichtet am 15.1.1943 im Alter von 27 Jahren Nie wieder Krieg – nie wieder Faschismus! | Grete Jost – Gedenktafel ID: 94847 viennatouristguide                                     | Gedenktafel | Baumgasse 29–41 Standort                                           | Steintafel                                                                                              | |
| ja   | Datei hochladen | Hier lebte, wirkte u. starb Vuk Stefanović Karadžić der Schöpfer der serbischen Schriftsprache u. Literatur 1787–1864 | Vuk Stefanović Karadžić – Gedenktafel viennatouristguide                                  | Gedenktafel | Marokkanergasse 3 Standort                                         | Steintafel                                                                                              | |
| ja   | Datei hochladen | Adolf Kirchl Chormeister Komponist 1858–1936 | Adolf Kirchl – Gedenktafel ID: 94848 viennatouristguide                                   | Gedenktafel | Baumannstraße 1 / Beatrixgasse 3 Standort                          | Steintafel mit Porträtrelief                                                                            | |
| ja   | Datei hochladen | Hier lebte und starb 1849–1852 Jan Kollár Professor der Wiener Universität und bedeutender slowakischer Dichter Gewidmet von den Slowaken in Wien | Ján Kollár – Gedenktafel ID: 94849 viennatouristguide                                     | Gedenktafel | Ungargasse 5 / Beatrixgasse Standort                               | Bronzetafel mit Porträtrelief (1999–2000)                                                               | |
| ja   | Datei hochladen | In diesem Haus wohnte von 1918–1934 der Bürgermeister von Jerusalem Teddy Kollek zur bleibenden Erinnerung anlässlich seines 70. Geburtstages in Verehrung gewidmet von der österreichisch-israelischen Gesellschaft 27. Mai 1981 | Teddy Kollek – Gedenktafel ID: 94850 viennatouristguide                                   | Gedenktafel | Landstraßer Hauptstraße 147 Standort                               | Steintafel, Text auch auf Hebräisch (1981)                                                              | |
| ja   | Datei hochladen | In diesem Haus wohnte Carl Kratzl (1852–1904) Er schuf das Wienerlied „Das Glück is a Vogerl“ | Karl Kratzl – Gedenktafel ID: 94851                                                       | Gedenktafel | Kolonitzplatz 3 Standort                                           | Glastafel mit Zeichnung (2012)                                                                          | |
| ja   | Datei hochladen | In diesem Haus wohnte Hermann Leopoldi Komponist und Sänger 1888–1959 bis zur Verhaftung durch die Gestapo im Jahre 1938 | Hermann Leopoldi – Gedenktafel ID: 94897 viennatouristguide                               | Gedenktafel | Marxergasse 25 Standort                                            | Steintafel (2002)                                                                                       | |
| ja   | Datei hochladen | Josef Madersperger Schneidermeister in Wien, erfand 1837 die Nähmaschine. Er starb am 18. Nov. 1850 im Siechenhaus, das an dieser Stelle stand. | Joseph Madersperger – Gedenktafel viennatouristguide                                      | Gedenktafel | Landstraßer Hauptstraße 173 Standort                               | Metalltafel mit Porträtrelief                                                                           | Standort: Maderspergerhof                                                                                             |
| ja   | Datei hochladen | Im Gedenken an Julius Madritsch Gerechter unter den Völkern Geboren 1906 in Wien, wurde Julius Madritsch 1940 zur deutschen Wehrmacht einberufen. Als Textil- kaufmann verwaltete er zwei Textilfabriken in Krakau. 1941 errichtete er auf dem Gelände des Krakauer Ghettos eine weitere Fabrik, wo er gemeinsam mit seinem Fabriksleiter Raimund Titsch so viele jüdische Arbeitskräfte wie möglich anstellte. Nur so waren die Menschen vor der Deportation in Vernichtungslager geschützt. Kurz vor der Schließung des Ghettos 1943 gelang es ihm, mit Titsch und dem Polizisten Oswald Bouska viele Kinder in die Fabrik und weiter zu polnischen Familien oder ins Ausland zu schmuggeln. Nach der Schließung des Krakauer Ghettos richtete er Nähwerkstätten im Konzentrationslager Plaszow ein, wo er bis zu dreimal so viele Arbeiter*innen als notwendig einsetzte, um ihnen eine Chance zum Über- leben zu geben. Ende 1944 wurden die Lagerinsass*innen in andere Vernichtungslager wie Auschwitz oder Mauthausen gebracht. Das Lager wurde geschlossen, Madritsch gelang es, dass zumindest 60 seiner Arbeiter*innen in die Fabrik von Oskar Schindler aufgenommen wurden. Sie überlebten als Einzige 1964 wurde Julius Madritsch – gemeinsam mit Raimund Titsch und Oswald Bouska – in Yad Vashem die Auszeichnung „Gerechter unter den Völkern“ verliehen. Julius Madritsch starb 1984 in Wien. Stadt Wien Wiener Wohnen wienerwohnen.at | Julius Madritsch – Gedenktafel                                                            | Gedenktafel | Landstraßer Hauptstraße 11 Standort                                | | Standort: Josef-Pfeifer-Hof, Durchgang                                                                                |
| ja   | Datei hochladen | Gustav Mahler wohnte und komponierte in diesem Haus von 1898 bis 1909 | Gustav Mahler – Gedenktafel viennatouristguide                                            | Gedenktafel | Auenbruggergasse 2 Standort                                        | Steintafel                                                                                              | |
| ja   | Datei hochladen | Gustav Mahler 1860 1911 Am 3. Juni 1945 wurde die Kunst des groszen Musikers dem österreichischen Kulturleben wiedergegeben. | Gustav Mahler – Gedenktafel viennatouristguide                                            | Gedenktafel | Lothringerstraße 20 Standort                                       | Josef Müller-Weidler, Bronzetafel mit Porträtrelief                                                     | |
| ja   | Datei hochladen | In diesem Hause wohnte der Komponist Joseph Marx in den Jahren 1915–1964 Widmung der Mozartgemeinde Wien 1965 | Joseph Marx – Gedenktafel ID: 94898 viennatouristguide                                    | Gedenktafel | Traungasse 6 Standort                                              | Steintafel (1965)                                                                                       | |
| ja   | Datei hochladen | An der Stelle dieses Gebäudes stand bis 1919 das Palais Mesmer FRANZ ANTON MESMER (1734–1815) Dr. phil. et med. F.A. Mesmer, Begründer der Lehre vom animalischen Magnetismus, eines Vorläufers von Hypnotismus und Psychotherapie, lebte und wirkte hier von 1768 bis 1778. Mesmer war mit den Komponisten Haydn und Gluck befreundet, Vater und Sohn Mozart waren hier im Palais und Garten öfters zu Gast. Österreichische Gesellschaft für Parapsychologie und Grenzbereiche der Wissenschaften | Franz Anton Mesmer – Gedenktafel                                                          | Gedenktafel | Rasumofskygasse 29 Standort                                        | Metalltafel (23. Mai 2019)                                                                              | |
| ja   | Datei hochladen | Der Mineraloge Friedrich Mohs 1773–1839 führte die Härteskala für Minerale ein | Friedrich Mohs – Gedenktafel                                                              | Gedenktafel | Mohsgasse 15, zur Hohlweggasse hin Standort                        | Alfred Kirchner, Mosaizierte Steintafel mit Porträtrelief und künstlerischer Darstellung der Mohs-Skala | |
| ja   | Datei hochladen | 1905–1918 lebte in diesem Hause Professor Kolo Moser 1868–1918 Kunstgewerbeschule Secession Wiener Werkstaette | Koloman Moser – Gedenktafel viennatouristguide                                            | Gedenktafel | Landstraßer Hauptstraße 138 Standort                               | Steintafel                                                                                              | |
| ja   | Datei hochladen | Der zwölfjährige W. A. Mozart dirigierte in diesem Gotteshaus gelegent- lich der Einweihung am 7. XII.1768 in Anwesen- heit der Kaiserin Maria Theresia seine erste Festmesse Wiener Schubertbund 7.XII.1931 | Wolfgang Amadeus Mozart – Gedenktafel ID: 94899 viennatouristguide                        | Gedenktafel | Rennweg 91 Standort                                                | Robert Ullmann, Steintafel mit metallenem Porträtrelief (1931)                                          | Standort: Pfarre Rennweg „Maria Geburt“, Waisenhauskirche                                                             |
| ja   | Datei hochladen | Sava Mrkalj Philologe, Dichter und Reformator der serbischen Kyrilliza geb. 1783 in Sjenicak, die Militärgrenze der Habsburger Monarchie Gest. 1833, in Wien | Sava Mrkalj – Gedenktafel ID: 97655                                                       | Gedenktafel | Veithgasse 3 Standort                                              | Bronzetafel mit Relief (2016)                                                                           | |
| ja   | Datei hochladen | Hier wohnte und schrieb von 1921–1938 der Dichter Robert Musil geboren 1880 in Klagenfurt gestorben 1942 im Genfer Exil | Robert Musil – Gedenktafel ID: 94900                                                      | Gedenktafel | Rasumofskygasse 20 Standort                                        | Steintafel (1960)                                                                                       | |
| ja   | Datei hochladen | Frieda Nödl 1898–1979 Landstrasser Abgeordnete des Landtages und Gemeinderates Sozialistische Widerstands- kämpferin gegen den Faschismus | Frieda Nödl – Gedenktafel                                                                 | Gedenktafel | Rochusgasse 3–5 Standort                                           | Steintafel                                                                                              | Standort: Frieda-Nödl-Hof                                                                                             |
| ja   | Datei hochladen | Josef Pfeifer geb. 3.1.1887 gest. 5.6.1971 Bezirksvorsteher von 1946–1959 besondere Verdienste beim Wiederaufbau des 3. Bezirkes | Josef Pfeifer – Gedenktafel                                                               | Gedenktafel | Landstraßer Hauptstraße 11 Standort                                | Steintafel (1990)                                                                                       | |
| ja   | Datei hochladen | In diesem Hause weilte seine letzten zwei Lebensjahre Petar Preradović 1818–1872 der grosse kroatische Dichter In Erinnerung an den 150 Jahrestag seiner Geburt er- richtet diese Gedenktafel die Jugoslawische Akademie der Wissenschaften und Künste in Zagreb Wien 1968 U ovoj je kući boravio posljednje dvije godine svoga života Petar Preradović 1818–1872 veliki hrvatski pjesnik u spomen 150 godišnji- ce njegova rođenja ovu ploču podiže jugoslavenska akademija znanosti i umjetnosti u zagrebu Wien 1968 | Petar Preradović – Gedenktafel ID: 94901 viennatouristguide                               | Gedenktafel | Ungargasse 39 Standort                                             | Steintafel (1968)                                                                                       | |
| ja   | Datei hochladen | In diesem Gebäude wohnte FÜRST ANDREJ K. RASUMOVSKY Botschafter des Russischen Reiches am Hofe zu Wien (1790–1799, 1801–1807) der als hervorragender Diplomat, bedeutender Mäzen und Förderer der Künste ein bleibendes Andenken in der Geschichte Europas hinterlassen hat | Andrej K. Rasumovsky – Gedenktafel ID: 94902 viennatouristguide                           | Gedenktafel | Rasumofskygasse 23–25 Standort                                     | Granittafel mit schmiedeeisernem Wappen und Porträt des Fürsten auf Porzellan (2005)                    | Standort: ehem. Palais Rasumofsky                                                                                     |
| ja   | Datei hochladen | Scheuer Heinrich, * 6. März 1885 Redakteur bei der Amtlichen Nachrichtenstelle, heute APA und seine Ehefrau Alice, * 26. Juni 1889 wurden 1938 ihrer Wohnung mit dem Kündigungsgrund „Nichtarier“ beraubt, am 20. Mai 1942 nach Maly Trostinec deportiert und am 26. Mai 1942 ermordet. | Alice und Heinrich Scheuer – Gedenktafel ID: 94903                                        | Gedenktafel | Neulinggasse 39 Standort                                           | Steintafel (2009)                                                                                       | Standort: Alice-und-Heinrich-Scheuer-Hof                                                                              |
| ja   | Datei hochladen | Franz Schubert wohnte im Jahre 1816 in diesem Hause. Am 24. Juli 1816 wurde hier im Garten seine Kantate: „Prometheus“ aufgeführt. Gestiftet vom Wiener Schubertbund 1923. Revitalisiert von der Unternehmensgruppe SEESTE 2012 | Franz Schubert – Gedenktafel ID: 94904 viennatouristguide                                 | Gedenktafel | Erdbergstraße 17 Standort                                          | Steintafel (1923)                                                                                       | |
| ja   | Datei hochladen | Franz Schuster Freiheitskämpfer 1904–1943 | Franz Schuster – Gedenktafel ID: 94905                                                    | Gedenktafel | Hagenmüllergasse 14–16 Standort                                    | Steintafel                                                                                              | |
| ja   | Datei hochladen | Hier wohnte von 1920–1932 Prälat Dr. Ignaz Seipel 1876–1932 professor für moraltheologie superior des ordens der dienerinnen des heiligsten herzens jesu k.k. minister für soziale fürsorge 1918 obmann der christlichsozialen partei 1921–1930 bundeskanzler der republik österreich 1922–1924 und 1926–1929 dem grossen staatsmann österreichs in dankbarkeit gewidmet vom karl v. voglsang institut | Ignaz Seipel – Gedenktafel viennatouristguide                                             | Gedenktafel | Keinergasse 37 Standort                                            | Steintafel                                                                                              | Standort: Herz-Jesu-Krankenhaus                                                                                       |
| ja   | Datei hochladen | Franz Seitler 1909–1993 Bezirksvorsteher der Landstrasse 1959–1973 und Vorsitzender des Pensionistenverbandes lebte jahrzehntelang in diesem Haus. | Franz Seitler – Gedenktafel                                                               | Gedenktafel | Sebastianplatz 5 Standort                                          | Steintafel                                                                                              | |
| ja   | Datei hochladen | Hier maturierte 1931 der Dichter JURA SOYFER Er starb 1939 im KZ Buchenwald. Voll Hunger und voll Brot ist diese Erde, voll Leben und voll Tod ist diese Erde... und ihre Zukunft ist herrlich und groß. | Jura Soyfer – Gedenktafel viennatouristguide                                              | Gedenktafel | Hagenmüllergasse 30 Standort                                       | Steintafel                                                                                              | Standort: Gymnasium Hagenmüllergasse                                                                                  |
| ja   | Datei hochladen | In diesem Hause - damals Landstraße, Bockgasse 310 - wohnte in den Jahren 1828 und 1836 der Dichter Adalbert Stifter | Adalbert Stifter – Gedenktafel ID: 94907                                                  | Gedenktafel | Beatrixgasse 4b Standort                                           | Steintafel                                                                                              | |
| ja   | Datei hochladen | Adalbert Stifter wohnte in diesem Hause in den Jahren 1837–1839 und schuf hier die Erzählung „Feldblumen“ Adalbert Stifter Gesellschaft, Wien. Mai 1936 | Adalbert Stifter – Gedenktafel ID: 94908 viennatouristguide                               | Gedenktafel | Beatrixgasse 18 Standort                                           | Steintafel (1936)                                                                                       | |
| ja   | Datei hochladen | Meinem brüderlichen Freund Franz Tassié Schriftsteller und Kunstkritiker der in diesem Haus von 1946–1990 wohnte zur Erinnerung Fritz Muliar | Franz Tassié – Gedenktafel                                                                | Gedenktafel | Weißgerberlände 26 Standort                                        | | |
| ja   | Datei hochladen | Leopold Thaller 1888–1971 Amtsführender Stadtrat 1949–1958 Mitglied des Landtages und Gemeinderates | Leopold Thaller – Gedenktafel viennatouristguide                                          | Gedenktafel | Baumgasse 57–61 Standort                                           | Steintafel                                                                                              | |
| ja   | Datei hochladen | Erected by the british residents in Vienna in grateful memory of their beloved sovereign victoria queen of great britain and ireland empress of india 1837–1901 | Königin Victoria – Gedenktafel viennatouristguide                                         | Gedenktafel | Jaurèsgasse 17–19 Standort                                         | Anton Hanak, Steintafel mit Porträtrelief (1901)                                                        | Standort: Christ Church (Anglikanische Kirche)                                                                        |
| ja   | Datei hochladen | In diesem Hause wohnte und komponierte Reg. Rat Prof HANS WAGNER SCHÖNKIRCH viele bekannte Werke Gewidmet vom Landstrasser Männergesangverein 1958 | Hans Wagner-Schönkirch – Gedenktafel ID: 94929 viennatouristguide                         | Gedenktafel | Kundmanngasse 12 Standort                                          | Steintafel (1958)                                                                                       | |
| ja   | Datei hochladen | In diesem Hause wurde Anton von Webern am 3.12.1883 geboren Österreichische Gesellschaft für Musik | Anton von Webern – Gedenktafel ID: 94930 viennatouristguide                               | Gedenktafel | Löwengasse 53 Standort                                             | Steintafel (1972)                                                                                       | |
| ja   | Datei hochladen | In diesem Hause lebte Josef Weinheber von 1927–1945 errichtet von der Josef-Weinheber-Gesellschaft | Josef Weinheber – Gedenktafel ID: 94931 viennatouristguide                                | Gedenktafel | Rudolf-von-Alt-Platz 5 Standort                                    | Hurm, Steintafel                                                                                        | |
| ja   | Datei hochladen | Anton Wildgans wurde in diesem Hause am 17.IV.1881 geboren | Anton Wildgans – Gedenktafel ID: 94932 viennatouristguide                                 | Gedenktafel | Radetzkystraße 6 Standort                                          | Steintafel mit bronzenem Porträtrelief (1936)                                                           | |
| ja   | Datei hochladen | In diesem Haus lebte von 1912 bis 1952 der berühmte Tambour des k. u. k. Infanterieregiments Hoch- und Deutschmeister Nr. 4 Franz Wolfsecker genannt Wolferl Der Alt-Wiener-Bund | Franz Wolfsecker – Gedenktafel ID: 94933 viennatouristguide                               | Gedenktafel | Boerhaavegasse 23 Standort                                         | Marmortafel mit bronzenem Porträtrelief                                                                 | |
| ja   | Datei hochladen | An dieser Stelle stand das Haus wo Alexander Fürst Ypsilanti am 31. Januar 1828 starb. Er war der Anführer der na- tionalen Erhebung der Grie- chen. Seine Landsleute Efxinos Leschi von Thessaloniki | Alexander Ypsilanti – Gedenktafel ID: 97259 viennatouristguide                            | Gedenktafel | Landstraßer Hauptstraße 31 Standort                                | Steintafel mit bronzenem Porträtrelief                                                                  | |
| ja   | Datei hochladen | Josef „Joe“ Zawinul (1932–2007) der begnadete Jazzer- Pianist, Keyboarder, Arrangeur und Bandleader aus Wien- Erdberg hat in der Weinlechnergasse seine Jugend verbracht und von hier aus seine Weltkarriere gestartet. | Josef „Joe“ Zawinul – Gedenkstein ID: 67510                                               | Gedenkstein | Klopsteinplatz Standort                                            | Granitplatte mit Relief (Klaviertasten) (2009)                                                          | Standort: Joe-Zawinul-Park                                                                                            |
| ja   | Datei hochladen | Der Böhmerwalddichter Zephyrin Zettl wohnte und schuf in diesem Hause von 1907–1927 errichtet vom Zweigverein Böhmerwaldgau des Sudeten- deutschen Heimatbundes in Wien i. J. 1938 | Zephyrin Zettl – Gedenktafel ID: 94934 viennatouristguide                                 | Gedenktafel | Wassergasse 18 Standort                                            | Steintafel mit Porträtrelief (1938)                                                                     | |
| ja   | Datei hochladen | Carl Michael Ziehrer Komponist und Letzter Hofball- Musikdirektor starb am 14. Nov. 1922 in dem Hause das an dieser stelle stand. Wiener Ziehrerbund 1957 | Carl Michael Ziehrer – Gedenktafel viennatouristguide                                     | Gedenktafel | Rochusplatz 1 Standort                                             | Steintafel                                                                                              | Standort: Eingangsbereich der „Post am Rochus“, vorher am alten Postamt                                               |
| ja   | Datei hochladen | Fred Zinnemann (1907–1997) In diesem Haus lebte der Regisseur und fünffache Oscarpreisträger in den Jahren 1918–1927. Verein der Freunde – Jüdisches Museum Wien – 2009 | Fred Zinnemann – Gedenktafel ID: 94935 viennatouristguide                                 | Gedenktafel | Weyrgasse 9 Standort                                               | Steintafel (2009)                                                                                       | |
| ja   | Datei hochladen | Anno 1788 erwarb Georg Johann Kraus vom Dominikanerorden den Grund zu diesem bis zum Jahre 1809 in seinem Besitz verbliebenen Hause. Anno 1829 erfolgte die Zubenennung „zu den fünf Glückskugeln“. Anno 1884 erwarb Franz August Kutiak dieses Haus u. verlegte seine Apotheke zum „Heiligen Peter“ hierher. | 5 Glückskugeln – Gedenktafel ID: 94852                                                    | Gedenktafel | Kundmanngasse 29 Standort                                          | Metalltafel                                                                                             | |
| ja   | Datei hochladen | In den Jahren 1939–1942 wurden vom ehemaligen Aspangbahnhof zehntausende österreichische Juden in Vernichtungslager transportiert und kehrten nicht mehr zurück „Niemals vergessen“ | Gedenkstein für Opfer des Faschismus, die vom Aspangbahnhof deportiert wurden ID: 67505   | Gedenkstein | Aspangstraße 27, Platz der Opfer der Deportation Standort          | Steintafel                                                                                              | |
| ja   | Datei hochladen | Hier begann die Gemeinde Wien im Jahre 1956 mit der Assanierung von Alt-Erdberg | Assanierungs – Gedenktafel                                                                | Gedenktafel | Leonhardgasse 2–10 Standort                                        | Steintafel                                                                                              | |
| ja   | Datei hochladen | In diesem Haus wurde von 1901 bis 1936 Die Fackel Herausgeber Karl Kraus von Jahoda & Siegel gedruckt. Ab 1907 befand sich hier auch der Verlag ‚Die Fackel‘. | Die Fackel – Gedenktafel                                                                  | Gedenktafel | Hintere Zollamtsstraße 3 Standort                                  | Steintafel mit Darstellung eines Zeitschriftenexemplars                                                 | |
| ja   | Datei hochladen | Am 12. März 1421 wurden auf der Gänseweide, heute Weißgerberlände, etwa 200 Juden verbrannt. Ausgelöst wurde diese Judenverfolgung vom österreichischen Herzog Albrecht V. wegen einer angeblichen Hostienschändung in Enns und von der theologischen Fakultät Wien, die die Juden der Zusammenarbeit mit den Hussiten verdächtigte. Ein damals neu errichtetes Gebäude der theologischen Fakultät in Wien wurde aus den Steinen der zerstörten Synagoge gebaut. | Wiener Gesera – Gedenktafel ID: 94839                                                     | Gedenktafel | Kegelgasse 40 Standort                                             | zweiteilige Steintafel                                                                                  | |
| ja   | Datei hochladen | Hier wurden am 13. Juli 1989 die beiden führenden Vertreter der demokratischen Partei Kurdistan-Iran Dr. Abdul Rahman Ghassemlou und Abdullah Ghaderi-Azar sowie Fadel Rasoul im Kampf um Freiheit und Menschenrechte für das kurdische Volk durch iranische Terroristen ermordet. Gewidmet Mag. Ata Nassiri 17. Juli 2010 | Gedenktafel für Abdul Rahman Ghassemlou, Abdullah Ghaderi-Azar und Fadel Rasoul ID: 94855 | Gedenktafel | Linke Bahngasse, gegenüber Nr. 5 Standort                          | Steintafel, in die Begrenzungsmauer eingelassen (2010)                                                  | |
| ja   | Datei hochladen | Invalidenhaus Konvent Elisabethinen und Gasthaus zum „Bretzlbuam“ | Invalidenhaus – Gedenktafel ID: 97061                                                     | Gedenktafel | Invalidenstraße 17 Standort                                        | Keramikmosaik mit Darstellung der alten Verbauung                                                       | |
| ja   | Datei hochladen | Hier stand 1875–1998 das Mautner-Markhofsche Kinderspital Carl Kundmann schuf dieses Relief für das Portal Bezirksvorstehung Landstrasse | Mautner Markhof’sches Kinderspital – Gedenktafel ID: 97063                                | Gedenktafel | Baumgasse 75 Standort                                              | Steintafel, unterhalb des Reliefs von Carl Kundmann                                                     | Standort: Vor Fassade des Neubaus, ehemals Mautner Markhof’sches Kinderspital, unterhalb des Refliefs „Krankenbesuch“ |
| ja   | Datei hochladen | Hier stand 1875–1998 das Mautner Markhof’sche Kinderspital. | Mautner Markhof’sches Kinderspital – Gedenktafel ID: 97064                                | Gedenktafel | Alfred-Dallinger-Platz (U-Bahn-Station Schlachthausgasse) Standort | Tafel mit historischem Foto des Spitals                                                                 | |
| ja   | Datei hochladen | Dieses Krankenhaus gestiftet am 7. November 1872 von Adolf Ignatz Mautner Ritter von Markhof und dessen Ehefrau Julie Marcelline, wurde eingeweiht am 1. Juli 1875. | Stifter des Mautner Markhof’schen Kinderspitals – Gedenktafel ID: 97065                   | Gedenktafel | Alfred-Dallinger-Platz (U-Bahn-Station Schlachthausgasse) Standort | Steintafel                                                                                              | |
| ja   | Datei hochladen | Die Rotunde wurde 1873 für die Weltausstellung in Wien erbaut u. fiel 1837 einem Brande zum Opfer | Rotunden – Gedenktafel                                                                    | Gedenktafel | Rotundenbrücke, westlicher Brückenkopf Standort                    | Metalltafel mit Relief (Abbildung der Rotunde)                                                          | |
| ja   | Datei hochladen | Die erste Dampfkraftanlage in Österreich Im Garten dieses Schlosses liess Fürst Adam Franz zu Schwarzenberg im Jahre 1723 zum Betriebe eines Wasserwerkes eine Feuer- maschine durch Joseph Emanuel Fischer von Erlach errichten und führte dadurch die Dampfkraft in Österreich ein. Gewidmet vom Verein Deutscher Ingenieure anlässlich seiner Hauptversammlung Wien 1930 | Schwarzenberg / Erste Dampfkraftanlage Österreichs – Gedenktafel ID: 94906                | Gedenktafel | Prinz-Eugen-Straße 11a Standort                                    | Metalltafel (1930)                                                                                      | |
| ja   | Datei hochladen | „Bist amal drin – beim Svetlin – dann bist hin!“ Alexander Girardi Von 1884 bis 1920 gab es hier die private Nervenheilanstalt – in Erdberg als „Narrenturm“ bezeichnet – des Dr. Wilhelm Svetlin. Carl Schuch (Maler) und Hugo Wolf (Komponist) gehörten zu den prominentesten Patienten der Volkssänger Alexander Girardi sollte auch hier eingewiesen werden. Bezirksvorstehung Landstrasse | Ehemalige Svetlin'sche Nervenheilanstalt – Gedenktafel ID: 94909                          | Gedenktafel | Leonhardgasse 3–5 Standort                                         | Metalltafel (2006)                                                                                      | |
| ja   | Datei hochladen | An dieser Stelle stand das Haus in dem am 6. Oktober 1843 der Wiener Männergesang-Verein gegründet wurde Gewidmet von den unterstützenden Mitgliedern am 6. Oktober 1943 | Wiener Männergesang-Verein – Gedenktafel                                                  | Gedenktafel | Am Heumarkt 13 Standort                                            | Steintafel (1943)                                                                                       | |

## Ehemalige Gedenktafeln
| Foto |                 | Inschrift                                                                                      | Name                                     | Typ         | Standort              | Beschreibung                                                         | Metadaten |
| ---- | --------------- | ---------------------------------------------------------------------------------------------- | ---------------------------------------- | ----------- | --------------------- | -------------------------------------------------------------------- | --------- |
| BW   | Datei hochladen | Herrmannpark Dr. Emanuel Herrmann 1839–1902 Ministerialrat, Professor, Erfinder der Postkarte. | Emanuel Herrmann – Gedenktafel ID: 94841 | Gedenktafel | Herrmannpark Standort | Metalltafel, durch die Baulichkeiten der Strandbar Herrmann verdeckt |           |